# Pescara Calcio 1985-1986
Questa voce raccoglie le informazioni riguardanti il Pescara Calcio nelle competizioni ufficiali della stagione 1985-1986.

## Rosa
| N. |                   | Ruolo | Calciatore           |
| -- | ----------------- | ----- | -------------------- |
|    | Italia (bandiera) | C     | Antonio Elia Acerbis |
|    | Italia (bandiera) | D     | Giorgio Benini       |
|    | Italia (bandiera) | A     | Gerardo Berardi      |
|    | Italia (bandiera) | D     | Cristiano Bergodi    |
|    | Italia (bandiera) | C     | Primo Berlinghieri   |
|    | Italia (bandiera) | D     | Roberto Bosco        |
|    | Italia (bandiera) | D     | Massimo Carrera      |
|    | Italia (bandiera) | D     | Luigi Ciarlantini    |
|    | Italia (bandiera) | A     | Giuseppe De Martino  |
|    | Italia (bandiera) | A     | Luigi De Rosa        |
|    | Italia (bandiera) | D     | Mauro Di Cicco       |

| N. |                   | Ruolo | Calciatore           |
| -- | ----------------- | ----- | -------------------- |
|    | Italia (bandiera) | C     | Gian Piero Gasperini |
|    | Italia (bandiera) | C     | Onofrio Loseto       |
|    | Italia (bandiera) | D     | Giancarlo Olivotto   |
|    | Italia (bandiera) | A     | Rocco Pagano         |
|    | Italia (bandiera) | A     | Stefano Rebonato     |
|    | Italia (bandiera) | D     | Danilo Ronzani       |
|    | Italia (bandiera) | C     | Giorgio Roselli      |
|    | Italia (bandiera) | P     | Maurizio Rossi       |
|    | Italia (bandiera) | P     | Nicola Turi          |
|    | Italia (bandiera) | D     | Massimo Venturini    |

## Risultati

### Serie B

#### Girone di andata
| 8 settembre 1985 1ª giornata | Pescara | 2 – 1 | Bologna |  |

| 15 settembre 1985 2ª giornata | Brescia | 1 – 0 | Pescara |  |

| 22 settembre 1985 3ª giornata | Pescara | 2 – 2 | Arezzo |  |

| 29 settembre 1985 4ª giornata | Cesena | 2 – 1 | Pescara |  |

| 6 ottobre 1985 5ª giornata | Pescara | 2 – 0 | Cagliari |  |

| 13 ottobre 1985 6ª giornata | Cremonese | 2 – 0 | Pescara |  |

| 20 ottobre 1985 7ª giornata | Pescara | 1 – 1 | Empoli |  |

| 27 ottobre 1985 8ª giornata | Pescara | 1 – 0 | Sambenedettese |  |

| 3 novembre 1985 9ª giornata | Palermo | 2 – 1 | Pescara |  |

| 10 novembre 1985 10ª giornata | Pescara | 3 – 0 | Genoa |  |

| 17 novembre 1985 11ª giornata | Perugia | 1 – 0 | Pescara |  |

| 24 novembre 1985 12ª giornata | Pescara | 0 – 0 | Catanzaro |  |

| 1º dicembre 1985 13ª giornata | Ascoli | 2 – 0 | Pescara |  |

| 8 dicembre 1985 14ª giornata | Pescara | 2 – 1 | Campobasso |  |

| 15 dicembre 1985 15ª giornata | Lazio | 2 – 1 | Pescara |  |

| 22 dicembre 1985 16ª giornata | Pescara | 1 – 1 | Catania |  |

| 5 gennaio 1986 17ª giornata | Monza | 0 – 0 | Pescara |  |

| 12 gennaio 1986 18ª giornata | Pescara | 0 – 0 | Lanerossi Vicenza |  |

| 19 gennaio 1986 19ª giornata | Triestina | 2 – 0 | Pescara |  |

#### Girone di ritorno
| 26 gennaio 1986 20ª giornata | Bologna | 0 – 0 | Pescara |  |

| 2 febbraio 1986 21ª giornata | Pescara | 1 – 2 | Brescia |  |

| 9 febbraio 1986 22ª giornata | Arezzo | 0 – 0 | Pescara |  |

| 16 febbraio 1986 23ª giornata | Pescara | 1 – 1 | Cesena |  |

| 23 febbraio 1986 24ª giornata | Cagliari | 0 – 1 | Pescara |  |

| 2 marzo 1986 25ª giornata | Pescara | 1 – 0 | Cremonese |  |

| 9 marzo 1986 26ª giornata | Empoli | 1 – 0 | Pescara |  |

| 16 marzo 1986 27ª giornata | Sambenedettese | 1 – 0 | Pescara |  |

| 29 marzo 1986 28ª giornata | Pescara | 0 – 1 | Palermo |  |

| 6 aprile 1986 29ª giornata | Genoa | 0 – 0 | Pescara |  |

| 13 aprile 1986 30ª giornata | Pescara | 2 – 1 | Perugia |  |

| 27 aprile 1986 31ª giornata | Catanzaro | 3 – 1 | Pescara |  |

| 4 maggio 1986 32ª giornata | Pescara | 0 – 1 | Ascoli |  |

| 11 maggio 1986 33ª giornata | Campobasso | 1 – 1 | Pescara |  |

| 18 maggio 1986 34ª giornata | Pescara | 2 – 0 | Lazio |  |

| 25 maggio 1986 35ª giornata | Catania | 1 – 1 | Pescara |  |

| 1º giugno 1986 36ª giornata | Pescara | 3 – 1 | Monza |  |

| 8 giugno 1986 37ª giornata | Lanerossi Vicenza | 1 – 1 | Pescara |  |

| 15 giugno 1986 38ª giornata | Pescara | 1 – 2 | Triestina |  |

## Statistiche

### Statistiche di squadra
| Competizione | Punti | In casa | In casa | In casa | In casa | In casa | In casa | In trasferta | In trasferta | In trasferta | In trasferta | In trasferta | In trasferta | Totale | Totale | Totale | Totale | Totale | Totale | DR |
| Competizione | Punti | G       | V       | N       | P       | Gf      | Gs      | G            | V            | N            | P            | Gf           | Gs           | G      | V      | N      | P      | Gf     | Gs     | DR |
| ------------ | ----- | ------- | ------- | ------- | ------- | ------- | ------- | ------------ | ------------ | ------------ | ------------ | ------------ | ------------ | ------ | ------ | ------ | ------ | ------ | ------ | -- |
| Serie B      | 33    | 19      | 9       | 6       | 4       | 25      | 15      | 19           | 1            | 7            | 11           | 8            | 22           | 38     | 10     | 13     | 15     | 33     | 37     | -4 |
| Coppa Italia | 3     | 2       | 0       | 1       | 1       | 2       | 3       | 3            | 0            | 2            | 1            | 3            | 4            | 5      | 0      | 3      | 2      | 5      | 7      | -2 |
| Totale       |       | 21      | 9       | 7       | 5       | 27      | 18      | 22           | 1            | 9            | 12           | 11           | 26           | 43     | 10     | 16     | 17     | 38     | 44     | -6 |

### Statistiche dei giocatori
| Giocatore       | Serie B  | Serie B | Serie B     | Serie B    | Coppa Italia | Coppa Italia | Coppa Italia | Coppa Italia | Totale   | Totale | Totale      | Totale     |
| Giocatore       | Presenze | Reti    | Ammonizioni | Espulsioni | Presenze     | Reti         | Ammonizioni  | Espulsioni   | Presenze | Reti   | Ammonizioni | Espulsioni |
| --------------- | -------- | ------- | ----------- | ---------- | ------------ | ------------ | ------------ | ------------ | -------- | ------ | ----------- | ---------- |
| A. Acerbis      | 35       | 0       | ?           | ?          | ?            | ?            | ?            | ?            | 35+      | 0+     | ?           | ?          |
| G. Benini       | 20       | 1       | ?           | ?          | ?            | ?            | ?            | ?            | 20+      | 1+     | ?           | ?          |
| G. Berardi      | 8        | 0       | ?           | ?          | ?            | ?            | ?            | ?            | 8+       | 0+     | ?           | ?          |
| C. Bergodi      | 1        | 0       | ?           | ?          | ?            | ?            | ?            | ?            | 1+       | 0+     | ?           | ?          |
| P. Berlinghieri | 13       | 2       | ?           | ?          | ?            | ?            | ?            | ?            | 13+      | 2+     | ?           | ?          |
| R. Bosco        | 34       | 0       | ?           | ?          | ?            | ?            | ?            | ?            | 34+      | 0+     | ?           | ?          |
| M. Carrera      | 19       | 1       | ?           | ?          | ?            | ?            | ?            | ?            | 19+      | 1+     | ?           | ?          |
| L. Ciarlantini  | 16       | 0       | ?           | ?          | ?            | ?            | ?            | ?            | 16+      | 0+     | ?           | ?          |
| G. De Martino   | 34       | 7       | ?           | ?          | ?            | ?            | ?            | ?            | 34+      | 7+     | ?           | ?          |
| L. De Rosa      | 33       | 3       | ?           | ?          | ?            | ?            | ?            | ?            | 33+      | 3+     | ?           | ?          |
| M. Di Cicco     | 17       | 0       | ?           | ?          | ?            | ?            | ?            | ?            | 17+      | 0+     | ?           | ?          |
| G. Gasperini    | 35       | 4       | ?           | ?          | ?            | ?            | ?            | ?            | 35+      | 4+     | ?           | ?          |
| O. Loseto       | 20       | 0       | ?           | ?          | ?            | ?            | ?            | ?            | 20+      | 0+     | ?           | ?          |
| G. Olivotto     | 27       | 0       | ?           | ?          | ?            | ?            | ?            | ?            | 27+      | 0+     | ?           | ?          |
| R. Pagano       | 12       | 0       | ?           | ?          | ?            | ?            | ?            | ?            | 12+      | 0+     | ?           | ?          |
| S. Rebonato     | 34       | 8       | ?           | ?          | ?            | ?            | ?            | ?            | 34+      | 8+     | ?           | ?          |
| D. Ronzani      | 31       | 2       | ?           | ?          | ?            | ?            | ?            | ?            | 31+      | 2+     | ?           | ?          |
| G. Roselli      | 30       | 4       | ?           | ?          | ?            | ?            | ?            | ?            | 30+      | 4+     | ?           | ?          |
| M. Rossi        | 37       | -36     | ?           | ?          | ?            | ?            | ?            | ?            | 37+      | -36+   | ?           | ?          |
| N. Turi         | 1        | -1      | ?           | ?          | ?            | ?            | ?            | ?            | 1+       | -1+    | ?           | ?          |
| M. Venturini    | 30       | 0       | ?           | ?          | ?            | ?            | ?            | ?            | 30+      | 0+     | ?           | ?          |